# Noemí Simonetto de Portela
Noemí Simonetto de Portela, argentinska atletinja, * 1. februar 1926, Avellaneda Partido, Argentina, † 20. februar 2011, Buenos Aires.
Nastopila je na poletnih olimpijskih igrah leta 1948, kjer je osvojila naslov olimpijske podprvakinje v skoku v daljino, nastopila je tudi v teku na 100 m in teku na 60 m z ovirami. Na južnoameriških prvenstvih je osvojila sedemnajst medalj, od leta enajst zlatih.